# Volk und Kultur
Volk und Kultur a fost o publicație culturală lunară, de limba germană, publicată la București, destinată minorității germane din România, care a apărut în perioada 1949-1993.

## Istoric
În anul 1949 a apărut la București publicația Îndrumatorul cultural, care avea și două versiuni traduse în limba germană (Kultureller Wegweiser, sub conducerea jurnalistului Heinrich Simonis) și în limba maghiară (Müvelödes)  A fost inițiată ca îndrumător pentru casele de cultură, fiind editată de casa de cultură Nicolae Bălcescu. 
Din 1955, subtitlul previstei a devenit „Zeitschrift des Zentralhauses für künstlerisches Volksschaffen des Kulturministeriums" (Publicație a Casei centrale pentru creație populară a Ministerului Culturii). La început, era o simplă traducerea a variantei în limba română, dar din 1950 acest lucru a început să fie privit ca problematic.
În august 1956, publicația Kultureller Wegweiser și-a schimbat titlul în Volk und Kultur (Popor și cultură), apărea lunar (și nu la două luni ca înainte), și și-a păstrat profilul. 
În special se publica folclor al germanilor din România, ce urma să fie reprezentat în casele de cultură sătești.
În 1960, structura revistei s-a modificat radical, spre a ilustra "munca culturală în sprijinul producției".
În prima etapă, publicația apărea sub egida Ministerului Culturii, apoi a Ministerului Educației și Culturii, pentru a fi preluată de Consiliul Culturii și Educației Socialiste. O dată cu trecerea la Consiliul Culturii și Educației Socialiste, s-au produs și modificări de conținut și de formă ale publicației.
În 1964, scriitorul de limbă germană Franz Storch a fost cooptat în redacție, în 1967 a devenit Redactor-șef adjunct și în 1969 Redactor-șef. 
O dată cu numărul 1/1968, realizat sub conducerea lui Franz Storch, revista a redevenit o revistă de cultură, publicând seria Interpretationen moderner Lyrik (Interpretări ale liricii moderne). De asemenea, între 1968 și 1983 a existat o rubrică permanentă, Das Buch (Cartea) în care se făceau recenzii ale cărților în limba germană apărute la editurile din România. 
După decesul lui Franz Storch, în 1982, la conducerea publicației a fost numită jurnalista Anna Bretz. 
Din anul 1986 autonomia revistei a luat sfârșit. Contribuțiile redacției de limba germană (ca și ale celei de limbă maghiară, de altfel), au început să apară ca fascicule într-o publicație-"umbrelă" Cântarea României.
În cele 60 de pagini ale revistei au apărut multe materiale importante pentru a crea un profil al vieții culturale a minorității germane din România socialistă, sub conducerea Partidului Comunist Român, care controla și verifica conținutul.
Ca și toate celelalte publicații oficiale, Volk und Kultur avea lângă titlu chemarea Proletari din toate țările uniți-vă, fapt care dovedește că respecta "linia oficială".
Cu toate aceste îngrădiri, revista a reușit să transmită multă informație de valoare, pentru diverse categorii de cititori, de la lucrători în domeniul culturii, la artiști, profesori și părinți.
După 1990, Anna Bretz, care a rămas în funcție, a încercat, fără succes, să revitalizeze publicația. În anul 1993 s-a decis întreruperea apariției revistei.